# Lyrosoma
Lyrosoma es un género de escarabajos carroñeros primitivos perteneciente a la familia Agyrtidae. Las especies del género Lyrosoma no son voladoras y se encuentran principalmente en las regiones que rodean las playas de islas del Océano Pacífico y Alaska. Hay al menos tres especies descritas en Lyrosoma:
- Lyrosoma chujoi Mroczkowski, 1959
- Lyrosoma opacum Mannerheim, 1853
- Lyrosoma pallidum Eschscholtz